# Giro d’Italia 1971
Der 54. Giro d’Italia wurde in 22 Abschnitten und 3621 Kilometern vom 20. Mai bis zum 10. Juni 1971 ausgetragen und vom Schweden Gösta Pettersson gewonnen. Von den 100 gestarteten Fahrern erreichten 75 das Ziel in Mailand.

## Verlauf
| Etappe | von                 | nach                      | km       | Gewinner              | Maglia rosa        |
| ------ | ------------------- | ------------------------- | -------- | --------------------- | ------------------ |
| Prolog | Lecce               | Brindisi                  | 62 (MZF) | Salvarani             | Nicht vergeben     |
| 1      | Brindisi            | Bari                      | 175      | Marino Basso          | Marino Basso       |
| 2      | Bari                | Potenza                   | 260      | Enrico Paolini        | Enrico Paolini     |
| 3      | Potenza             | Benevento                 | 177      | Ercole Gualazzini     | Enrico Paolini     |
| 4      | Benevento           | Pescasseroli              | 203      | Guerrino Tosello      | Enrico Paolini     |
| 5      | Pescasseroli        | Gran Sasso d’Italia       | 198      | Vicente López Carril  | Ugo Colombo        |
| 6      | L’Aquila            | Orvieto                   | 163      | Domingo Perurena      | Ugo Colombo        |
| 7      | Orvieto             | San Vincenzo              | 220      | Felice Gimondi        | Aldo Moser         |
| 8      | San Vincenzo        | Casciana Terme            | 203      | Romano Tumellero      | Claudio Michelotto |
| 9      | Casciana Terme      | Forte dei Marmi           | 141      | Marino Basso          | Claudio Michelotto |
| 10     | Forte dei Marmi     | Pian del Falco di Sestola | 123      | José Manuel Fuente    | Claudio Michelotto |
| 11     | Sestola             | Mantua                    | 199      | Marino Basso          | Claudio Michelotto |
| 12     | Desenzano del Garda | Serniga di Salò           | 28 (EZF) | Davide Boifava        | Claudio Michelotto |
| 13     | Salò                | Sottomarina di Chioggia   | 218      | Patrick Sercu         | Claudio Michelotto |
| 14     | Chioggia            | Bibione                   | 170      | Patrick Sercu         | Claudio Michelotto |
| 15     | Bibione             | Ljubljana (YUG)           | 210      | Franco Bitossi        | Claudio Michelotto |
| 16     | Ljubljana           | Tarvisio                  | 88       | Dino Zandegù          | Claudio Michelotto |
| 17     | Tarvisio            | Großglockner (AUT)        | 206      | Pierfranco Vianelli   | Claudio Michelotto |
| 18     | Lienz (AUT)         | Falcade                   | 195      | Felice Gimondi        | Gösta Pettersson   |
| 19     | Falcade             | Ponte di Legno            | 182      | Lino Farisato         | Gösta Pettersson   |
| 20A    | Ponte di Legno      | Lainate                   | 185      | Giacinto Santambrogio | Gösta Pettersson   |
| 20B    | Lainate             | Mailand                   | 20 (EZF) | Ole Ritter            | Gösta Pettersson   |

## Endstände
| Sieger        | Gösta Pettersson    | 97:23:03 h  |
| Zweiter       | Herman Van Springel | + 2:04 min  |
| Dritter       | Ugo Colombo         | + 2:35 min  |
| Vierter       | Francisco Galdós    | + 4:27 min  |
| Fünfter       | Pierfranco Vianelli | + 6:41 min  |
| Sechster      | Silvano Schiavon    | + 7:27 min  |
| Siebter       | Felice Gimondi      | + 7:30 min  |
| Achter        | Tony Houbrechts     | + 9:39 min  |
| Neunter       | Wladimiro Panizza   | + 13:13 min |
| Zehnter       | Giovanni Cavalcanti | + 14:22 min |
| Punktewertung | Marino Basso        | 181 P.      |
| Zweiter       | Patrick Sercu       | 148 P.      |
| Dritter       | Felice Gimondi      | 139 P.      |
| Bergwertung   | José Manuel Fuente  |             |
| Zweiter       | Pierfranco Vianelli |             |
| Dritter       | Franco Mori         |             |
| Teamwertung   | Molteni             |             |